# Pyjamasques
Pyjamasques (PJ Masks) est une série télévisée d'animation franco-britannique produite par Frog Box, Entertainment One, et Walt Disney EMEA et réalisée par Christian de Vita. La série est basée sur la série de livres Les Pyjamasques par l'auteur français Romuald Racioppo. La série débute le 18 septembre 2015 sur Disney Junior aux États-Unis. En France, la série débute le 12 décembre 2015 sur France 5 dans Zouzous. Une deuxième saison est diffusée en 2018, à partir du 17 février sur France 5, puis à partir du 28 mars sur Disney Junior. Au Québec, elle est diffusée dans le bloc de programme Disney Junior sur La Chaîne Disney.

## Synopsis
Sacha, Amaya et Greg sont des camarades de classe, amis et également voisins. 
Ce sont des héros nocturnes. La nuit, ils se transforment respectivement en Yoyo, Bibou et Gluglu et forment le groupe des Pyjamasques. Le trio combat le crime en apprenant des leçons précieuses.

## Personnages

### Les Pyjamasques
Sous leur apparence masquée, les Pyjamasques possèdent chacun trois super-pouvoirs (puis quatre et enfin cinq) et un véhicule chacun.
- Sacha / Yoyo (costume bleu) [7]: comme le chat, il retombe toujours sur ses pattes et peut courir très vite grâce à son « Yoyo Rapido [8]. Il peut également déclencher son pouvoir « Yoyo Oreilles de chat » qui lui confère une ouïe ultra fine ainsi que son « Yoyo Acroba-Saut » qui lui permet de sauter très haut. Dès la saison deux, il acquiert le « Yoyo Ligoto », un pouvoir lui permettant de faire apparaître de sa main des cordes pouvant ligoter ses adversaires. Son véhicule est le Chat Bolide, il sera détruit dans la saison 4 quand Roméo vole le Pyjacristal mais sera remplacé par une nouvelle version plus puissante. Son alter-égo maléfique est Tigre Noir et son véhicule est le Diablo Turbo Bolide (Gluglu et le Contrario-Laser). Dans la saison 5, il perdra son Chat Bolide mais gagnera une Pyja-Monture : le Tigre Yatto.
- Amaya / Bibou (costume rouge) [7]: comme le hibou, elle peut voler grâce aux ailes de son costume, et active une super-vision pour détecter les super méchants même dans la nuit noire grâce à « Bibou Vision ». Elle peut également provoquer un vent violent grâce à son pouvoir nommé « Bibou Tornado ». Plus tard, elle gagne le «  Bibou Mille-plumes », un pouvoir avec lequel elle tire des plumes. Son véhicule est l'Astro-Hibou, il sera détruit dans la saison 4 quand Roméo vole le Pyjacristal mais sera remplacé par une nouvelle version plus puissante. Son alter-égo maléfique est Merlette (Gluglu et le Contrario-Laser). Dans la saison 5, elle perdra son Astro-Hibou mais gagnera une Pyja-Monture : le Hibou Howlgi.
- Greg / Gluglu (costume vert) [7] : tel un gecko, il s'agrippe à n'importe quelle surface grâce à son pouvoir « Gluglu Mains collantes » et peut soulever de lourdes charges avec « Gluglu Méga-muscles ». Son costume possède un mode camouflage, le « Gluglu Reptilo-camouflage ». Dès la saison 2, il gagne un nouveau pouvoir le « Gluglu Bouclier-écaille ». Son véhicule est la Reptilo-Mobile, elle sera détruite dans la saison 4 quand Roméo vole le Pyjacristal mais sera remplacée par une nouvelle version plus puissante.Son alter-ego maléfique serait Lézard Bizarre (Gluglu et le Contrario-Laser). Dans la saison 5, il perdra sa Reptilo-Mobile mais gagnera une Pyja-Monture : le Lézard Chuha.

### Antagonistes
- Roméo : grâce à son intelligence hors du commun, Roméo utilise sa technologie pour jouer de mauvais tours à nos super héros. Il est considéré comme le méchant principal. Au début de la série, il possède un labo-mobile puis dans la saison 3 "Le Méchant du Ciel", avec son armée de robots volants il construit son Astro-Labo qui deviendra sa nouvelle base. Il est le seul méchant à être sur le point de battre les Pyjamasques trois fois ("Les Pyjamasques et le Roméomanège", "Gluglu et le Contrario-Laser" et "Les Pyjamasques contre la bande des méchants"), mais finit par être battu. Dans l'épisode "Gluglu et le Contrario-Laser", il transforme Yoyo et Bibou en méchants (Tigre Noir et Merlette) et est sur le point de battre les Pyjamasques en corrompant Gluglu. Mais ce dernier lui renvoie son rayon et Roméo devient Capitaine Super-Malice et après que Gluglu eut fait en sorte que Tigre Noir et Merlette se ligotent l'un et l'autre, il les retransforme en Yoyo et Bibou. Mais peu après, Robot s'empare du Contrario-Laser et fait revenir Roméo qui lui ordonne de détruire le Contrario-Laser pour ne plus redevenir gentil. Dans la saison 4, (Les Héros du Ciel), Roméo vole le Pyjacristal, la source du pouvoir des Pyjamasques ainsi que les cristaux de Sorceline et de Motsuki grâce à son Astro-Labo et son armée de robots. Il compte les utiliser pour créer plusieurs autres Astro-Labos et devenir enfin le maître du monde. Il y parvient presque mais les Pyjamasques aidés de Sorceline et Motsuki font échouer son plan et récupèrent leurs cristaux. Il possède comme assistants Robot, Robette ainsi qu'une armée de robots volants (semblables à Pyja-Robot).
- Sorceline : cette petite sorcière tire ses pouvoirs de la Lune et utilise sa magie pour voler et faire bouger les objets à distance. Elle a une rivalité avec Bibou. Elle est considérée comme la méchante secondaire mais parfois elle s'allie aux Pyjamasques pour faire barrage à d'autres méchants comme Roméo ("Bibou et l'éclipse lunaire", "Sorceline et la lune cassée"). Elle est toujours accompagnée de ses « papinuit », des papillons de nuits lunaires. Plus tard dans la saison 3, son papillon Motsuki bouscule Sorceline afin d’aller sur la Lune pour éclore. Sorceline va alors tout mettre en œuvre pour l’aider à naître en causant des disputes entre les Pyjamasques et avoir enfin sa « petite sœur ». Elle y parviendra et depuis formera une famille avec Motsuki. Malgré leur différence et leur dispute pour savoir laquelle est la plus méchante, ces deux-là font la paire.

- Motsuki : Bien avant, dans les premières saisons, Motsuki était un simple papinuit jusqu’à la saison 3 où grâce à Sorceline, Motsuki naît mi-petite fille, mi-papillon sur la lune. Elle ne supporte pas qu’on la considère comme un bébé. Dans l’épisode 2, pour prouver qu’elle est plus méchante que sa grande sœur, elle ira jusqu’à enfermer sa propre sœur et les Pyjamasques sur la lune puis s’emparer de leur fusée. Malgré son côté méchant, on découvre en elle une Motsuki top mimi, gentille et follement adorable.

- Ninjaka : tel un vrai ninja, il fait des cabrioles avec ses fidèles « ninjazouaves » la nuit, emprisonnant les Pyjamasques à l'aide d'étoiles collantes. Il est le méchant tertiaire, mais lors de l'épisode "La Montagne des Farfeloups" il fait preuve de sympathie avec les Pyjamasques, en acceptant de partager la Montagne avec eux, après qu'ils eurent sauvé l'un de ses Ninjazouaves.
- Les Farfeloups : les nouveaux ennemis des Pyjamasques, mais pas plus efficaces que les autres. Ils apparaissent pour la première fois dans la saison 2. C'est un trio de loups garous composé de Scarloup le chef, Loune la stratège (qui se met parfois en tant que chef) et Tiloup, le plus gentil des trois (Gluglu et le Gentil Farfeloup). Plus tard, ils gagneront la Farfeloup Mobile, (ou Farfevroom), qui deviendra leur véhicule mais sera aussi un être vivant.
- Apophis : Un jeune pharaon mystique qui est venu par un portail découvert dans le musée (saison 4). Quand il a rencontré les Pyjamasques pour la première fois, il a commencé à être autoritaire envers eux, à prendre le contrôle de leurs pouvoirs et à leur faire faire ce qu'il voulait en utilisant son sceptre de Rê. Son sceptre de Rê est la source de ses pouvoirs, tout comme le bâton bo de Flamme Rouge. Contrairement à elle, ses pouvoirs fonctionnent partout et il ne les perd jamais. Tout comme Roméo, il prévoit de conquérir le monde.
- Gorgonella : une jeune méchante qui vit dans le lac près du QG des Pyjamasques. Elle devient une de leurs ennemies. Elle fait un caméo dans la saison 3 et fait sa première apparition entière dans la saison 4. Son animal de compagnie et second est Crustaky une crevettes à pistons . Elle deviendra la rivale de Gluglu dès leur première rencontre.
- Orticia : une jeune méchante qui vit dans le parc près du QG des Pyjamasques. Elle fait sa première apparition dans la saison 5. Elle a été créée par Roméo lorsqu'il fait une expérience sur une graine venant de la jungle et vieille de 3000 ans. Il donnera ainsi naissance à Orticia et cherchera à se faire obéir d'elle. Mais elle refusera et deviendra également une ennemie des Pyjamasques déclarant que le parc lui appartient et que ce sera sa maison pour elle et ses plantes carnivores. Les Pyjamasques chercheront à sympathiser avec elle mais sans succès. Ils y arriveront finalement et deviendront ses amis dans l’épisode « Les Pyjamasques et les amies des plantes «  après que Gorgonella ait fait semblant d’être amie avec Orticia pour réaliser son plan.
- Les Jumeaux : Zoomita et Takoto. Les Jumeaux sont les tout nouveaux ennemis des Pyjamasques. Ils apparaissent pour la première fois dans la saison 5, dans le double épisode Yoyo et les as du volant. Ils viennent du Monde de la Vitesse (Zoomzania). Ils se différencient des autres ennemis des Pyjamasques par le fait qu'ils réussissent à leur voler tous leurs véhicules, (les 3 principaux mais aussi le Sibulledeau, l’Extratotem et les pyjamotos), avec leur camion Gigantogarage, pour utiliser les pièces et renforcer leur véhicule : l'Auto-Flash. Les Pyjamasques utiliseront alors leurs pouvoirs pour gagner des Pyja-Montures ainsi que des armures pour les chevaucher. Dès lors, les Pyjamasques vont tout mettre en oeuvre pour récupérer leurs véhicules. Ils y parviennent finalement dans l'épisode Les Pyja-destriers à la rescousse, et leurs véhicules gagnent également de nouvelles capacités. Ils défaient les Jumeaux et endommagent leur Gigantogarage. Zoomita et Takoto rentrent chez eux vaincus et furieux.

### Personnages secondaires
- Pyja-Robot : dans la base secrète des Pyjamasques, il utilise ses ordinateurs pour aider ses amis dans leurs dangereuses missions. Créé à l'origine par Roméo pour l'aider à vaincre les Pyjamasques, il se lie d'amitié avec eux et devient finalement le quatrième Pyjamasque. Il fait sa première apparition dans la saison 2.
- Ninjazouaves : petits et futés, ils sont prêts à tout pour servir leur chef, Ninjaka. On découvre dans l'épisode "La Montagne des Farfeloups" que l'un d'eux s'appelle Maxime.
- P'tit Ninja : un Ninjazouave plus petit que les autres. Il aide les Pyjamasques dans l'épisode "Yoyo et le Mini-Ninjazouave". Il finira par abandonner l'armée de ninjas de Ninjaka et deviendra un protecteur de la Montagne Mystérieuse comme Flamme Rouge et l'ami des Pyjamasques.
- Cameron : ce camarade de classe des Pyjamasques est très moqueur.
- Tatouro'Tom : il a pour animal totem le tatou. C'est un gentil qui essaye d'être un héros comme les Pyjamasques. Sa couleur est marron et orange. Il est grand par rapport aux Pyjamasques. Avec ses superpouvoirs il peut creuser des trous dans le sol et provoquer des tremblements de terre. Il est très fort. Il sauve les Pyjamasques notamment dans l'épisode "Les Pyjamasques contre la bande des méchants".
- Flamme Rouge : elle est le dragon apparaissant pour la première fois dans l’épisode "Les Pyjamasques et le dragon" (saison 2). Ninjaka la forcera à lui obéir mais les Pyjamasques la libéreront. Dans la saison 3, elle prend forme humaine et devient la gardienne de la Montagne Mystérieuse, pour empêcher Ninjaka de libérer sa magie mais reste amie avec les Pyjamasques. P'tit Ninja deviendra son élève dans la saison 5.
- Chumacak : est un singe farceur vivant sur la Montagne Mystérieuse avec Flamme Rouge. Il apparaît pour la première fois dans la saison 4. D'abord sous la forme d'une statue, puis bien vivant quand Gluglu le libère accidentellement. Il aime faire des bêtises, c'est la raison pour laquelle Flamme Rouge ne l'a jamais libéré. Il lui arrive de créer quelques soucis aux Pyjamasques. Mais malgré tout il a un bon fond.
- Hector Etoile : ses pouvoirs lui viennent notamment des astéroïdes, il est un ami des Pyjamasques et il les aide parfois contre les méchants. Il fait sa première apparition dans la saison 4.
- Piratoast : est un Robot créé par Roméo tout comme Pyja-Robot. À l'origine, il était un robot cuisinier construit par Roméo mais Ninjaka et ses Ninjazouaves font irruption dans son labo volant et dans le chaos qui en résulte le chapeau de pirate de Ninjaka tombe dans la machine de Roméo, ce qui donne naissance à Piratoast. Il quittera Roméo pour devenir un méchant travaillant pour son propre compte. Mais il finira par devenir ami avec les Pyjamasques. Il appellera Bibou sa reine pirate. Il apparaît pour la première fois dans la saison 5. Dans l’épisode Les Pyjamasques et le pirate cuisinier, il gagnera l’un des robots volants de Roméo, ne supportant plus d’être traité en esclave, (33-7-B) comme matelot surnommé Matelobot.
- Ourski :Il fait sa première apparition dans l'épisode de la saison 6 Le pouvoir de la méchanceté. Il s'appelle à la base Lenny. Il est handicapé et a des pouvoirs polaires et un snowboard.

## Fiche technique
- Titre original : Les Pyjamasques et PJ Masks
- Titre français : Les Pyjamasques
- Réalisation : Christian de Vita, Wilson Dos Santos, Florante Mari Villareal et Chad V. Vidanes
- Scénario : Sascha Paladino, Marc Seal, Lisa Akhurst , Tom Stevenson, Simon Nicholson, Gerard Foster, Ashley Mendoza, Ross Hastings, Sylvie Barro, Kathryn Walton Ward
- Musique : Eric Renwart, David Freedman, Fabrice Aboulker, Jean-François Berger
- Création : Romuald Racioppo[9]
- Production : Olivier Dumont, Laura Clunie, Beth Gardiner (producteur exécutif), Guillaume Hellouin, Corinne Kouper
- Nombre d'épisodes : 218 (5 saisons)
- Durée : 11-12 minutes
- Société de production : Frog Box, TeamTo, France Télévisions, Walt Disney, C.E. Animation Studios
- Société de distribution : Entertainment One
- Pays d'origine : France, États-Unis, Royaume-Uni
- Langue d'origine : Français et Anglais
- Format d'image: HDTV-1080i- 16/9
- Audio : Stéréo
- Date de première diffusion : 
  - 18 septembre 2015  États-Unis
  - 18 décembre 2015  France
  - 18 septembre 2015  Royaume-Uni
- Classification : jeunesse enfants[10]

## Production
La série a été renouvelée pour une deuxième saison composée de 51 épisodes de 11 minutes en juin 2016, et diffusée à partir du 15 janvier 2018.
Les Pyjamasques sont renouvelés pour une cinquième saison qui est diffusée depuis 2021.
Les Pyjamasques est aujourd'hui l'une des émissions pour jeunes enfants les plus regardées à la télévision aux États-Unis, elle a généré 1,1 milliard de dollars à Walt Disney Television.

## Distribution

### Voix anglaises
- Jacob Ewaniuk : Yoyo
- Addison Holley : Bibou
- Kyle Harrison Breitkopf : Gluglu

### Voix néerlandaises
- Nova van Dijk : Amaya / Bibou
- Rein van Duivenboden : Greg / Gluglu
- Jon van Eerd puis Mike Libanon : Sacha / Yoyo
- Willeke van Ammelrooy : Sorceline
- Hans Royaards : Roméo
- Bartho Braat : Ninjaka
- Alkan Çöklü
- Julia Batelaan
- Iliass Ojja
- Anna Raadsveld
- Thijs Römer
- Fahd Larhzaoui
- Mark van Eeuwen
- Camilla Siegertsz
- Taylor Sands
- Stefan Rokebrand
- Maarten Heijmans

## Épisodes

### Panorama
| Saison | Saison | Épisodes | France           | France           | États-Unis        | États-Unis       |
| Saison | Saison | Épisodes | Début de saison  | Fin de saison    | Début de saison   | Fin de saison    |
| ------ | ------ | -------- | ---------------- | ---------------- | ----------------- | ---------------- |
|        | 1      | 52       | 12 décembre 2015 | 2017             | 18 septembre 2015 | 17 février 2017  |
|        | 2      | 52       | 10 mars 2018     | 8 janvier 2019   | 15 janvier 2018   | 22 mars 2019     |
|        | 3      | 52       | 2 septembre 2019 | 8 juillet 2020   | 19 avril 2019     | 13 mars 2020     |
|        | 4      | 52       | 5 septembre 2020 | 17 juin 2021     | 15 mai 2020       | 7 juin 2021      |
|        | 5      | 52       | 16 octobre 2021  | 26 novembre 2022 | 13 août 2021      | 18 novembre 2022 |
|        | 6      | 52       | 9 avril 2023     | en cours         | 19 avril 2023     | en cours         |

### Saison 1 (2015-2017)
| № | Titre                                                                                  | Réalisation                            | Scénario                            | Première diffusion États-Unis | Première diffusion France |
| --- | -------------------------------------------------------------------------------------- | -------------------------------------- | ----------------------------------- | ----------------------------- | ------------------------- |
| 1 | Bibou et le train supersonique Blame It on the Train, Owlette                          | Christian De Vita                      | Sasha Paladino                      | 18 septembre 2015             | 12 décembre 2015          |
| Toujours impatiente, Amaya veut à tout prix monter sur le train supersonique mais après avoir découvert qu’il avait disparu, Bibou n’en fait qu’à sa tête et veut vite le récupérer. |                                                                                        |                                        |                                     |                               |                           |
| 2 | Yoyo et les nuages Catboy's Cloudy Crisis                                              | Christian De Vita                      | Lisa Akhurst                        | 18 septembre 2015             | 19 décembre 2015          |
| 3 | Bibou et l'attaque éclair Owlette and the Flash Flip Trip                              | Christian De Vita                      | Lisa Akhurst                        | 18 septembre 2015             | 26 décembre 2015          |
| 4 | Yoyo et le bulldo-sauteur Catboy and the Pogo-Dozer                                    | Christian De Vita                      | Tom Stevenson                       | 18 septembre 2015             | 26 décembre 2015          |
| 5 | Gluglu et les super Ninjazouaves Gekko and the Super Ninjalinos                        | Christian De Vita                      | Simon Nicholson                     | 25 septembre 2015             | 26 décembre 2015          |
| 6 | Bibou et le dinosaure Owlette's Terrible Pterodactyl Trouble                           | Christian De Vita                      | Gerard Foster                       | 25 septembre 2015             | 2 janvier 2016            |
| 7 | Yoyo et le canon rétrécisseur Catboy and the Shrinker                                  | Christian De Vita                      | Simon Nicholson                     | 2 octobre 2015                | 16 janvier 2016           |
| 8 | Bibou et le ballon-lune Owlette and the Moon-Ball                                      | Christian De Vita                      | Gerard Foster                       | 2 octobre 2015                | 26 décembre 2015          |
| 9 | Yoyo et le bataillon des papillons Catboy and the Butterfly Brigade                    | Christian De Vita                      | Tom Stevenson                       | 9 octobre 2015                | 29 janvier 2016           |
| 10 | Bibou la championne Owlette the Winner                                                 | Christian De Vita                      | Ashley Mendoza                      | 9 octobre 2015                | 5 février 2016            |
| 11 | Exprime-toi, Gluglu ! Speak UP, Gekko!                                                 | Christian De Vita                      | Ross Hastings                       | 16 octobre 2015               | 11 février 2016           |
| 12 | Yoyo et l'épée de Maître Fang Catboy and Master Fang's Sword                           | Christian De Vita                      | Sylvie Barro et Kathryn Walton Ward | 16 octobre 2015               | 12 février 2016           |
| 13 | Yoyo contre Robo-Chat Catboy VS. Robo-Cat                                              | Christian De Vita et Wilson Dos Santos | Justine Cheynet                     | 23 octobre 2015               |                           |
| 14 | Bibou et le hibou du partage Owlette and the Giving Owl                                | Christian De Vita                      | Ross Hastings                       | 23 octobre 2015               |                           |
| 15 | Yoyo à la rescousse du gâteau d'anniversaire Catboy and the Great Birthday Cake Rescue | Christian De Vita                      | Gerard Foster                       | 30 octobre 2015               |                           |
| 16 | Gluglu et le Ronflo-saure Gekko and the Snore-A-Sauras                                 | Christian De Vita                      | Tom Stevenson                       | 30 octobre 2015               |                           |
| 17 | Gluglu n'a besoin de personne Looking After Gekko                                      | Christian De Vita                      | Christian De Vita                   | 6 novembre 2015               |                           |
| 18 | Yoyo et le mini Ninjazouave Catboy and the Teeny Weeny Ninjalino                       | Christian De Vita et Wilson Dos Santos | Tom Stevenson                       | 6 novembre 2015               |                           |
| 19 | Yoyo a une place de concert à donner Catboy's Tricky Ticket                            | Christian De Vita                      | Justine Cheynet                     | 13 novembre 2015              |                           |
| 20 | Gluglu et la disparition de la reptilo-mobile Gekko and the Missing Gekko-Mobile       | Christian De Vita et Wilson Dos Santos | Tom Stevenson                       | 13 novembre 2015              |                           |
| 21 | Yoyo et le cadeau surprise Catboy's Flying Fiasco                                      | Christian De Vita et Wilson Dos Santos | Ashley Mendoza                      | 20 novembre 2015              |                           |
| 22 | Gluglu et ses supers éternuements Gekko's Stay-at-Home Sneezes                         | Christian De Vita et Wilson Dos Santos | Tom Stevenson                       | 20 novembre 2015              |                           |
| 23 | Gluglu sauve Noël Gekko Saves Christmas                                                | Christian De Vita                      | Justine Cheynet                     | 4 décembre 2015               |                           |
| 24 | Le plan glacé de Gluglu Gekko's Nice Ice Plan                                          | Christian De Vita                      | Lisa Arkhurst                       | 4 décembre 2015               |                           |
| 25 | Gluglu et le laser spatial Gekko and the Mighty Moon Problem                           | Christian De Vita                      | Ashley Mendoza                      | 11 décembre 2015              |                           |
| 26 | Yoyo le pataud Clumsy Catboy                                                           | Christian De Vita                      | Lienne Sawatsky et Dan Williams     | 11 décembre 2015              |                           |
| 27 | Yoyo, Gluglu et le robot Dingo Catboy and Gekko's Robot Rampage                        | Christian De Vita et Wilson Dos Santos | Craig Martin                        | 22 janvier 2016               |                           |
| 28 | Bibou et l'animal de compagnie Owlette's Feathered Friend                              | Christian De Vita                      | Lisa Arkhurst                       | 22 janvier 2016               |                           |
| 29 | Bibou et la querelle des Q.G.s Owlette and the Battling Headquarters                   | Christian De Vita                      | Dave Dias                           | 29 janvier 2016               |                           |
| 30 | Gluglu et le micmac au musée Gekko and the Mayhem at the Museum                        | Christian De Vita et Wilson Dos Santos | Agnès Slimovici et Isabelle Bottier | 29 janvier 2016               |                           |
| 31 | Yoyo aux commandes Catboy Takes Control                                                | Christian De Vita et Wilson Dos Santos | Lisa Akhurst                        | 5 février 2016                |                           |
| 32 | Bibou la revancharde Owlette's Two Wrongs                                              | Christian De Vita                      | Justine Cheynet                     | 5 février 2016                |                           |
| 33 | Gluglu et le mal de l'air Gekko Floats                                                 | Christian De Vita                      | Stephen Senders                     | 12 février 2016               |                           |
| 34 | Le vélo de Yoyo Catboy's Two-Wheeled Wonder                                            | Christian De Vita                      | Lisa Akhurst                        | 12 février 2016               |                           |
| 35 | Yoyo connaît la musique Catboy's Great Gig                                             | Christian De Vita et Wilson Dos Santos | Lisa Akhurst                        | 18 mars 2016                  |                           |
| 36 | Bibou et la nouvelle technique d'attaque Owlette's New Move                            | Christian De Vita                      | Andrew Healey                       | 18 mars 2016                  |                           |
| 37 | Bibou et la fusée Supersonic Owlette                                                   | Christian De Vita                      | Sylvie Barro et Kathryn Walton Ward | 1er avril 2016                |                           |
| 38 | Yoyo fait son show Catboy and the Sticky Splat Slingshot                               | Christian De Vita                      | Ashley Mendoza                      | 1er avril 2016                |                           |
| 39 | Bibou, l'oiseau rare Owlette of a Kind                                                 | Christian De Vita                      | Amy Benham                          | 22 avril 2016                 |                           |
| 40 | Yoyo tambour battant Beat the Drum, Catboy                                             | Christian De Vita                      | Tom Stevenson                       | 22 avril 2016                 |                           |
| 41 | Yoyo revoit sa copie Catboy Squared                                                    | Christian De Vita                      | Justine Cheynet                     | 24 juin 2016                  |                           |
| 42 | Gluglu et son super sixième sens Gekko's Super Gekko Sense                             | Christian De Vita                      | Justine Cheynet                     | 24 juin 2016                  |                           |
| 43 | Bibou et les Bibou-zouaves Owlette and the Owletteenies                                | Christian De Vita et Wilson Dos Santos | Rachel Murrell                      | 15 juillet 2016               |                           |
| 44 | Gluglu rejette la faute Gekko's Blame Campaign                                         | Christian De Vita                      | Tom Stevenson                       | 15 juillet 2016               |                           |
| 45 | Bibou et la mauvaise graine Owlette and the Moonflower                                 | Christian De Vita et Wilson Dos Santos | Gerald Foster                       | 19 août 2016                  |                           |
| 46 | Gluglu l'escargot Slowpoke Gekko                                                       | Christian De Vita et Wilson Dos Santos | Andrew Healey                       | 19 août 2016                  |                           |
| 47 | Yoyo et le dôme lunaire Catboy and the Lunar Dome                                      | Christian De Vita et Wilson Dos Santos | Justine Cheynet                     | 21 octobre 2016               |                           |
| 48 | Gluglu et la pierre surpuissante Gekko and the Rock of All Power                       | Christian De Vita et Wilson Dos Santos | Ashley Mendoza                      | 21 octobre 2016               |                           |
| 49 | Maxi Gluglu Super-Sized Gekko                                                          | Christian De Vita et Wilson Dos Santos | Jonah Stroh                         | 2 décembre 2016               |                           |
| 50 | Bibou prend de la hauteur Take to the Skies, Owlette                                   | Christian De Vita                      | Lisa Akhurst                        | 2 décembre 2016               |                           |
| 51 | Pas si vite, Yoyo ! Slow Down Catboy                                                   | Christian De Vita                      | Sylvie Barro et Kathryn Walton Ward | 17 février 2017               |                           |
| 52 | Gluglu décroche la lune Gekko's Special Rock                                           | Christian De Vita et Wilson Dos Santos | Justine Cheynet                     | 17 février 2017               |                           |

### Saison 2 (2018-2019)
Disney Junior, France 5 et Entertainment One renouvelent la série pour une deuxième saison de 52 épisodes diffusés depuis le 15 janvier 2018 sur Disney Junior et le 10 mars 2018 sur France 5.
| №   | Titre                                                                     | Réalisation       | Scénario                       | Première diffusion États-Unis | Première diffusion France |
| --- | ------------------------------------------------------------------------- | ----------------- | ------------------------------ | ----------------------------- | ------------------------- |
| 53  | Yoyo et les Scinti-Lunes Moonfizzle Balls                                 | Christian De Vita | Lisa Akhurst                   | 15 janvier 2018               | 10 mars 2018              |
| 54  | Bibou et le Ninja-football Soccer Ninjalinos                              | Christian De Vita | Tim Bain                       | 15 janvier 2018               | 24 février 2018           |
| 55  | Gluglu et le Lionelosaure Lionel-Saurus                                   | Christian De Vita | Jonah Stroh                    | 19 janvier 2018               | 3 mars 2018               |
| 56  | Yoyo et le voleur de doudous Catboy's Cuddly                              | Christian De Vita | Gerard Foster                  | 19 janvier 2018               | 17 février 2018           |
| 57  | Yoyo et la nuit du chat Night of the Cat                                  | Christian De Vita | Simon Nicholson                | 26 janvier 2018               | 31 mars 2018              |
| 58  | Yoyo et le Rembobinateur Catboy Does It Again                             | Christian De Vita | Christian De Vita              | 26 janvier 2018               | 7 avril 2018              |
| 59  | Gluglu et le Rayon bébéficateur Terrible Two-Some                         | Christian De Vita | Ashley Mendoza                 | 2 février 2018                | 17 mars 2018              |
| 60  | Bibou et l'éclipse lunaire Owlette's Luna Trouble                         | Christian De Vita | Justine Cheynet                | 2 février 2018                | 24 mars 2018              |
| 61  | Gluglu et les Papi-Ninjas Ninja Moths                                     | Christian De Vita | Tom Stevenson                  | 9 février 2018                | 14 avril 2018             |
| 62  | Bibou et la chasse au trésor Who's Got the Owl Power?                     | Christian De Vita | Ashley Mendoza                 | 9 février 2018                | 21 avril 2018             |
| 63  | Yoyo et la boule de flipper PJ Pinball                                    | Christian De Vita | Brad Birch                     | 23 février 2018               | 28 avril 2018             |
| 64  | Yoyo et le rebondisseur Bounce-a-Tron                                     | Christian De Vita | Ashley Mendoza                 | 23 février 2018               | 5 mai 2018                |
| 65  | Gluglu et l'esprit du carnaval Wacky Floats                               | Christian De Vita | Christian De Vita              | 9 mars 2018                   | 26 mai 2018               |
| 66  | Bibou et son double Romeo's Disguise                                      | Christian De Vita | Tom Stevenson                  | 9 mars 2018                   | 2 juin 2018               |
| 67  | Le Pyja-Robot PJ Robot                                                    | Christian De Vita | Simon Nicholson                | 6 avril 2018                  | 12 mai 2018               |
| 68  | Les Pyjamasques et le Super Cristal PJ Power Up                           | Christian De Vita | Lisa Akhurst                   | 6 avril 2018                  | 19 mai 2018               |
| 69  | Gluglu et la Lune rousse : Partie 1 Moonstruck: Race to the Moon          | Christian De Vita | Brad Birch                     | 20 avril 2018                 | 27 octobre 2018           |
| 70  | Gluglu et la Lune rousse : Partie 2 Moonstruck: Lunar Fortress            | Christian De Vita | Brad Birch                     | 20 avril 2018                 | 27 octobre 2018           |
| 71  | Yoyo et l'Animo-Métamorpho-Zoo Robot's Pet Cat                            | Christian De Vita | Brad Birch                     | 11 mai 2018                   | 16 juin 2018              |
| 72  | Gluglu et le robot sous-marin Gekko, Master of the Deep                   | Christian De Vita | Justine Cheynet                | 11 mai 2018                   | 9 juin 2018               |
| 73  | Roméo contre-attaque May The Best Power Win                               | Christian De Vita | Ashley Mendoza                 | 15 juin 2018                  | 23 juin 2018              |
| 74  | Sorceline et la lune cassée Moonbreaker                                   | Christian De Vita | Andrew Viner                   | 15 juin 2018                  | 20 octobre 2018           |
| 75  | La montagne mystérieuse Race up Mystery Mountain                          | Christian De Vita | Tom Stevenson                  | 22 juin 2018                  | 7 janvier 2019            |
| 76  | Les Pyjamasques et le Pyja-prisonnier The Mountain Prisoner               | Christian De Vita | Lisa Akhurst                   | 22 juin 2018                  | 23 juin 2018              |
| 77  | Yoyo et les Farfeloups The Wolfy Kids                                     | Christian De Vita | Simon Nicholson                | 6 juillet 2018                | 30 juin 2018              |
| 78  | Gluglu et les dinosaures Wolf-O-Saurus                                    | Christian De Vita | Tim Bain                       | 6 juillet 2018                | 30 janvier 2019           |
| 79  | Yoyo pas rapido Catboy No More                                            | Christian De Vita | Justine Cheynet                | 27 juillet 2018               | 7 juillet 2018            |
| 80  | Gluglu et la lave collante Gekko vs. the Splatcano                        | Christian De Vita | Andrew Viner                   | 27 juillet 2018               | 14 juillet 2018           |
| 81  | Les Pyjamasques et Tatouro' Tom Meet Armadylan                            | Christian De Vita | Brad Birch                     | 3 août 2018                   | 21 juillet 2018           |
| 82  | Bibou invisible Invisible Owlette                                         | Christian De Vita | Andrew Viner                   | 3 août 2018                   | 28 juillet 2018           |
| 83  | La montagne des Farfeloups Wolfy Mountain                                 | Christian De Vita | Simon Nicholson                | 10 août 2018                  | 13 mars 2019              |
| 84  | Les Pyjamasques et le cristal de lune Romeo's Crystal Clear Plan          | Christian De Vita | Danny Stack                    | 10 août 2018                  | 23 janvier 2019           |
| 85  | Bibou et le gentil méchant Nobody's Sidekick                              | Christian De Vita | Danny Stack                    | 17 août 2018                  | 4 août 2018               |
| 86  | Bibou et le nouveau justicier Armadylan Menace                            | Christian De Vita | Justine Cheynet                | 17 août 2018                  | 11 août 2018              |
| 87  | Gluglu et les algues fluorescentes Power Pondweed                         | Christian De Vita | Lisa Akhurst                   | 21 septembre 2018             | 18 août 2018              |
| 88  | Bibou et le télescope Owlette Comes Clean                                 | Christian De Vita | Tom Stevenson                  | 21 septembre 2018             | 19 mars 2019              |
| 89  | Les Pyjamasques fêtent Halloween : Partie 1 Halloween Tricksters, Part 1  | Christian De Vita | Ashley Mendoza                 | 5 octobre 2018                | 31 octobre 2018           |
| 90  | Les Pyjamasques fêtent Halloween : Partie 2 Halloween Tricksters, Part 2  | Christian De Vita | Ashley Mendoza                 | 5 octobre 2018                | 31 octobre 2018           |
| 91  | Le Q.G. des Farfeloups The Wolfies Take HQ                                | Christian De Vita | Ashley Mendoza                 | 12 octobre 2018               | 15 janvier 2019           |
| 92  | Gluglu et le gentil Farfeloup The Good Wolfy                              | Christian De Vita | Justine Cheynet                | 12 octobre 2018               | 16 janvier 2019           |
| 93  | Les Farfeloups volants The Wolfy Plan                                     | Christian De Vita | Tom Stevenson                  | 2 novembre 2018               | 12 mars 2019              |
| 94  | Gluglu et les voleurs de lézard The Lizard Theft                          | Christian De Vita | Ciaran Murtagh et Andrew Jones | 2 novembre 2018               | 18 mars 2019              |
| 95  | Les Pyjamasques et le Tatou-héros PJ Dylan                                | Christian De Vita | Ashley Mendoza                 | 16 novembre 2018              | 25 août 2018              |
| 96  | Tatouro'Tom et le Turbo-Labo Armadylan'd and Dangerous                    | Christian De Vita | Justine Cheynet                | 16 novembre 2018              | 1er décembre 2018         |
| 97  | Bibou et les figurines de Roméo Romeo's Action Toys                       | Christian De Vita | Danny Stack                    | 25 janvier 2019               | 8 décembre 2018           |
| 98  | Les Pyjamasques et le dragon The Dragon Gong                              | Christian De Vita | Justine Cheynet                | 25 janvier 2019               | 15 décembre 2018          |
| 99  | Les Pyjamasques et le Roméomanège RomeoCoaster                            |                   |                                | 22 février 2019               | 22 décembre 2018          |
| 100 | Gluglu et le Ninjartiste Flight of the Ninja                              | Christian De Vita | Simon Nicholson                | 22 février 2019               | 24 décembre 2018          |
| 101 | Gluglu et le Contrario-Laser Gekko and the Opposite Ray                   | Christian De Vita | Ciaran Murtagh et Andrew Jones | 8 mars 2019                   | 26 décembre 2018          |
| 102 | Les Pyjamasques contre la bande des méchants PJ Masks vs. Bad Guys United | Christian De Vita | Brad Birch                     | 8 mars 2019                   | 27 décembre 2018          |
| 103 | Gluglu et la chasse aux œufs Easter Wolfies                               | Christian De Vita | Tim Bain                       | 22 mars 2019                  | 22 avril 2019             |
| 104 | Bibou a un plan Luna and the Wolfies                                      | Christian De Vita | Ciaran Murtagh et Andrew Jones | 22 mars 2019                  | 8 janvier 2019            |

### Saison 3 (2019-2020)
Une troisième saison est diffusée à partir du 30 août 2019 sur France 5 puis le 2 septembre 2019 sur Disney Junior.
| №   | Titre                                               | Réalisation       | Scénario | Première diffusion États-Unis | Première diffusion France |
| --- | --------------------------------------------------- | ----------------- | -------- | ----------------------------- | ------------------------- |
| 105 | La Folie de la Lune - Partie 1                      | Christian De Vita |          | 19 avril 2019                 | 2 septembre 2019          |
| 106 | La Folie de la Lune - Parties 2                     | Christian De Vita |          | 19 avril 2019                 | 2 septembre 2019          |
| 107 | Robette et Tatouro'Tom                              | Christian De Vita |          | 26 avril 2019                 | 3 septembre 2019          |
| 108 | Yoyo et la colère de Tatouro'Tom                    | Christian De Vita |          | 26 avril 2019                 | 3 septembre 2019          |
| 109 | Yoyo et le chien-garou                              | Christian De Vita |          | 3 mai 2019                    | 4 septembre 2019          |
| 110 | Ninjaka et les Farfezouaves                         | Christian De Vita |          | 3 mai 2019                    | 4 septembre 2019          |
| 111 | Pyja-Robot et la Pyja-comète                        | Christian De Vita |          | 10 mai 2019                   | 5 septembre 2019          |
| 112 | Bibou et Sorceline contre Roméo                     | Christian De Vita |          | 10 mai 2019                   | 5 septembre 2019          |
| 113 | Bibou et le professeur ninja                        | Christian De Vita |          | 31 mai 2019                   | 6 septembre 2019          |
| 114 | Yoyo et le robot cassé                              | Christian De Vita |          | 31 mai 2019                   | 6 septembre 2019          |
| 115 | Gluglu et le ninja-lézard                           | Christian De Vita |          | 7 juin 2019                   | 9 septembre 2019          |
| 116 | Bibou et sa nouvelle meilleure amie                 | Christian De Vita |          | 7 juin 2019                   | 9 septembre 2019          |
| 117 | Les pyjamasques rencontrent Flamme Rouge            | Christian De Vita |          | 21 juin 2019                  | 10 septembre 2019         |
| 118 | Les pyjamasques rencontrent Flamme Rouge - Partie 2 | Christian De Vita |          | 21 juin 2019                  | 10 septembre 2019         |
| 119 | Yoyo et la grande course des méchants               | Christian De Vita |          | 5 julliet 2019                | 11 septembre 2019         |
| 120 | Yoyo et les ninja-pirates                           | Christian De Vita |          | 5 julliet 2019                | 11 septembre 2019         |
| 121 | Yoyo et le secret de la pagode                      | Christian de Vita |          | 12 julliet 2019               | 12 septembre 2019         |
| 122 | Les pyjamasques et la tempête ninja                 | Christian De Vita |          | 12 julliet 2019               | 12 septembre 2019         |
| 123 | Tatouro'Chef                                        | Christian De Vita |          | 19 julliet 2019               | 13 septembre 2019         |
| 124 | Bibou-je-sais-tout                                  | Christian De Vita |          | 19 julliet 2019               | 13 septembre 2019         |
| 125 | Le nin'géant                                        | Christian De Vita |          | 2 août 2019                   | 14 janvier 2020           |
| 126 | Le nin'géant Partie 2                               | Christian De Vita |          | 2 août 2019                   | 14 janvier 2020           |
| 127 | Papillon Sur la Lune                                | Christian De Vita |          | 30 août 2019                  | 28 janvier 2020           |
| 128 | Fais-moi Voler Jusqu'à la Lune                      | Christian De Vita |          | 30 août 2019                  | 29 janvier 2020           |
| 129 | La Crise de Colère Cosmique de Luna                 | Christian De Vita |          | 6 septembre 2019              | 30 janvier 2020           |
| 130 | Motsuki le Meilleur                                 | Christian De Vita |          | 6 septembre 2019              | 31 janvier 2020           |
| 131 | Les Roues d'un Héros                                | Christian De Vita |          | 20 septembre 2019             | 6 avril 2020              |
| 132 | Farfeloup de la Lune                                | Christian De Vita |          | 20 septembre 2019             | 7 avril 2020              |
| 133 | Affrontement Sur la Montagne Mystérieuse            | Christian De Vita |          | 11 octobre 2019               | 8 avril 2020              |
| 134 | Un Problème de Petite Taille                        | Christian De Vita |          | 11 octobre 2019               | 9 avril 2020              |
| 135 | Sortir Roméo de la Route                            | Christian De Vita |          | 18 octobre 2019               | 20 janvier 2020           |
| 136 | Mission : Chercheur de Pyjamasques                  | Christian De Vita |          | 18 octobre 2019               | 21 janvier 2020           |
| 137 | Les Pouvoirs de Farfeloup                           | Christian De Vita |          | 8 novembre 2019               | 24 janvier 2020           |
| 138 | Faire le Gluglu                                     | Christian De Vita |          | 8 novembre 2019               | 27 janvier 2020           |
| 139 | Armadylan, Héroïne D'Action                         | Christian De Vita |          | 15 novembre 2019              | 10 avril 2020             |
| 140 | Montrer ses Biscottos                               | Christian De Vita |          | 15 novembre 2019              | 13 avril 2020             |
| 141 | La Farce                                            | Christian De Vita |          | 22 novembre 2019              | 22 juin 2020              |
| 142 | Où est le Wolfie Wheelz ?                           | Christian De Vita |          | 22 novembre 2019              | 23 juin 2020              |
| 143 | Le Méchant du Ciel                                  | Christian De Vita |          | 6 décembre 2019               | 14 avril 2020             |
| 144 | Le Protecteur du Ciel                               | Christian De Vita |          | 6 décembre 2019               | 15 avril 2020             |
| 145 | Les Pyjamasques Sauvent Noël - Partie 1             | Christian De Vita |          | 6 décembre 2019               | 24 juin 2020              |
| 146 | Les Pyjamasques Sauvent Noël - Partie 2             | Christian De Vita |          | 6 décembre 2019               | 24 juin 2020              |
| 147 | La Mélodie de Roméo                                 | Christian De Vita |          | 10 janvier 2020               | 16 avril 2020             |
| 148 | Robot Pyjamasque Prend le Contrôle                  | Christian De Vita |          | 10 janvier 2020               | 17 avril 2020             |
| 149 | Les Pyjamasques Pirates du Ciel                     | Christian De Vita |          | 17 janvier 2020               | 26 juin 2020              |
| 150 | Les Ninjas qui Disparaissent                        | Christian De Vita |          | 17 janvier 2020               | 29 juin 2020              |
| 151 | Gluglu est Partout                                  | Christian De Vita |          | 24 janvier 2020               | 1 julliet 2020            |
| 152 | Gluglu Prend ses Responsabilités                    | Christian De Vita |          | 24 janvier 2020               | 2 julliet 2020            |
| 153 | La Grande Soeur Motsuki                             | Christian De Vita |          | 7 février 2020                | 3 julliet 2020            |
| 154 | La Pyjamasque Briseuse de Fête                      | Christian De Vita |          | 7 février 2020                | 6 julliet 2020            |
| 155 | Maître des Douves                                   | Christian De Vita |          | 13 mars 2020                  | 7 julliet 2020            |
| 156 | Le Robot Pyjamasque Vs. Roméo                       | Christian De Vita |          | 13 mars 2020                  | 8 julliet 2020            |

### Saison 4 (2020-2021)
Une quatrième saison est diffusée à partir d'avril 2020 et s'est terminée le 16 octobre 2021.
| №   | Titre                                                                   | Réalisation       | Scénario        | Première diffusion États-Unis | Première diffusion France |
| --- | ----------------------------------------------------------------------- | ----------------- | --------------- | ----------------------------- | ------------------------- |
| 157 | Bibou Les héros du ciel Heroes of the Sky                               | Christian De Vita | Simon Nicholson | 15 mai 2020                   | 5 septembre 2020          |
| 158 | Gluglu et la flûte de Sorceline Who Let the Moths In?                   | Christian De Vita | Gerard Foster   | 29 mai 2020                   | 12 septembre 2020         |
| 159 | Yoyo et le Commandant Miaou Commander Meow                              | Christian De Vita | Lisa Akhurst    | 29 mai 2020                   | 10 octobre 2020           |
| 160 | Les Pyjamasques et la disparition de Sorceline Motsuki's Missing Sister | Christian De Vita | Tony Cooke      | 15 juin 2020                  | 17 octobre 2020           |
| 161 | Gluglu, entraîneur de Ninjazouaves Not So Ninja                         | Christian De Vita | Tim Bain        | 15 juin 2020                  | 21 octobre 2020           |
| 162 | Les Pyjamasques et la fête de Flamme Rouge PJ Party Mountain            | Christian De Vita |                 |                               |                           |
| 163 | Flamme Rouge et les Farfeloups de la Montagne Wolfies of the Pagoda     | Christian De Vita |                 |                               |                           |
| 164 | Le secret de Maître Fang Master Fang's Secret                           | Christian De Vita |                 |                               |                           |
| 165 | Tatouro'Tom et le Pyj'avion Aerodylan                                   | Christian De Vita |                 |                               |                           |

### Saison 5 (2021-2022)
Une cinquième saison de 49 épisode est diffusée depuis le 6 novembre 2021 sur France 5 et depuis le 4 décembre 2021 sur Disney Junior.
1. Les Pyjamasques et le nouveau pouvoir Ninja, partie 1
2. Les Pyjamasques et le nouveau pouvoir Ninja, partie 2
3. Les Pyjamasques et Hector le destructeur
4. Bibou et Olgimini
5. Les Pyjamasques et la fusée de Sorceline
6. Gluglu et le poulpopode de Gorgonella
7. Ti-Ninja et la sagesse du dragon
8. Les Pyjamasques et Chumacak le singe invisible
9. Les Pyjamasques et les crapulo-robots
10. Gluglu et le Poulpo-cristal
11. Ti-ninja et la sagesse du dragon
12. Les pyjamasques et Chumacak, le singe invisible
13. Les Pyjamasques et Orticia
14. Les Pyjamasques et les citrouilles d'Orticia
15. Les Pyjamasques et Piratoast
16. Bibou, la reine pirate
17. Yoyo et le tour de magie
18. Gluglu le crocodile
19. Les Pyjamasques et la nuit de camping
20. Les Pyjamasques et les amies des plantes
21. Gluglu, protecteur de Crustaky
22. Amaya et la soirée Pyjamasques
23. Les Pyjamasques et la danse du dragon
24. An Yu et les pierres de la grotte
25. Les Pyjamasques et le pirate cuisinier
26. Les Pyjamasques et l'astéroïde dorée
27. Yoyo et les As du Volant, Partie 1
28. Yoyo et les As du Volant, Partie 2
29. Les Pyjamasques et les Pyja-destriers
30. Bibou et la voiture volante
31. Sorceline et le Papi-nuit géant
32. Les Pyjamasques et le Capitaine Piratoast
33. Les Pyjamasques et le piège de Zoomzania
34. Gluglu rêve de vitesse
35. Les Pyjamasques et l'école de méchanceté
36. Les Pyjamasques et le chapeau de Ninjaka
37. Flamme rouge et le pouvoir de la montagne mystérieuse, Partie 1
38. Flamme rouge et le pouvoir de la montagne mystérieuse, Partie 2
39. Gluglu, le lièvre et la tortue
40. Les Pyja-destriers à la rescousse
41. Hector Etoile à la rescousse
42. Hector et l'astéro-boule collante
43. Orticia et Roméo-Ween
44. Orticia et Roméo-Ween (Partie 2)
45. Les Héros du circuit
46. Les Héros du circuit partie 2
47. Les Héros du circuit partie 3
48. Les Héros du circuit partie 4
49. Hector perd ses pouvoirs
50. Roméo et le piège à pirates
51. Sorceline et l'attaque de la Lune
52. Sorceline et l'attaque de la Lune Partie 2

### Saison 6 (2023-present)
Une sixième saison intitulé le Cercle des héros est diffusée depuis le 9 avril 2023 sur TF1 et depuis le 19 avril 2023 sur Disney Junior.
1. Les Pyjamasques et le pouvoir de la méchanceté partie 1
2. Les Pyjamasques et le pouvoir de la méchanceté partie 2
3. Les Pyjamasques et le pouvoir de la méchanceté partie 3
4. Les Pyjamasques et le pouvoir de la méchanceté partie 4
5. Ourski et le parfum des ennuis
6. L'anniversaire de Flamme Rouge
7. Hector et le nouvel astéroïde
8. Bibou et le chant de la lune
9. Les Farfeloups glacés
10. Flamme Rouge et les gluglus

1. ↑  « Fiche de la production », sur Entertainment One (consulté le 26 janvier 2020)
2. ↑  (en) http://www.awn.com/news/pj-masks-sees-strong-us-debut
3. ↑  (en) « PJ Masks Debuts on Disney Channel », sur animationmagazine.net, 19 septembre 2015 (consulté le 17 mars 2016)
4. ↑  « Pyjamasques - Bande-annonce », sur Facebook.com, Pyjamasques, 11 décembre 2015 (consulté le 1er juillet 2020).
5. ↑  (en) http://kidscreen.com/2016/06/15/pj-masks-greenlit-to-season-two
6. ↑  « Fiche de la série », sur La Chaîne Disney (consulté le 26 janvier 2020)
7. 1 2 3  « zouzous », zouzous,‎ hors série printemps 2017 (ISSN 1777-3644)
8. ↑  Sa super-vitesse se nomme le « Yoyo Rapido ».
9. ↑  « " Pyjamasques " : 1ère série de super-héros pour les 4-7 ans », sur Marie France, magazine féminin, 22 février 2016 (consulté le 7 mars 2021)
10. ↑  « " Pyjamasques " : 1ère série de super-héros pour les 4-7 ans », sur Marie France, magazine féminin, 22 février 2016 (consulté le 12 juillet 2021)
11. ↑  (en) « Disney Junior's 'PJ Masks' to Get Second Season », sur The Hollywood Reporter, 15 juin 2016 (consulté le 7 mars 2021)
12. 1 2  (en-US) Mercedes Milligan, « eOne Soars Into Production of ‘PJ Masks’ Season 5 », sur Animation Magazine, 28 janvier 2020 (consulté le 7 mars 2021)
13. ↑  (en-US) Georg Szalai et Georg Szalai, « Disney Junior’s ‘PJ Masks’ to Get Second Season », sur The Hollywood Reporter, 15 juin 2016 (consulté le 20 février 2022)
14. ↑  « La 3ème saison des Pyjamasques arrive en France Et la 4ème saison entre en production », sur Minuit Douze / Relations presse,…, 10 juillet 2019 (consulté le 15 avril 2023).